# スラップスティック (小説)
『スラップスティック』（Slapstick, or Lonesome No More）はカート・ヴォネガットが1976年に発表した8冊目の長編小説。サブタイトルは「もう孤独じゃない！」。
断章形式で語られる作品で、自伝的要素が強く、兄の気象学者バーナード・ヴォネガットも登場する。「アーサー・スタンリー・ジェファソンとノーブル・ハーディのふたりにささげる」とあるが、これはコメディアン・コンビローレル&ハーディの本名である。

## あらすじ
ある化け物のような形相の姉と弟が富豪の家に生まれた。2人は、グロテスクな形態で体を密着させあうと天才的な能力を発揮するが、バラバラだと冴えない。周囲の偽善的善意のために2人は離れ離れにされてしまう。弟は、医者としてまずまずの成功を収め、没落しつつあるアメリカの大統領にまでなる。そして、ミドルネームを通して無関係な人々が親類になるという政策を実行する。離れ離れの姉と、その後に会ったのは3回だけだ。1回目で結合して育児の本を書いてベストセラーになり、2回目は医大卒業パーティの際に、そして3回目は姉の死後に特殊な装置で交信する。

## 日本語訳
- 『スラップスティック : または、もう孤独じゃない!』浅倉久志訳、早川書房、1979年
- 『スラップスティック』浅倉久志訳、ハヤカワ文庫

## 映画
- 『スラップスティック 双子の鶏フン大騒動』 - ジェリー・ルイス主演。原作とされているが、あまり内容的に関係がない。

## 関連文献
- 塩田弘, 松永京子, 浅井千晶, 伊藤詔子, 大野美砂, 上岡克己, 藤江啓子 編『エコクリティシズムの波を超えて 人新世の地球を生きる』勉誠出版、2017年。
  - 中山悟視『カート・ヴォネガットのエコロジカル・ディストピア』。